# Герб комуни Сельвесборг
Герб комуни Сельвесборг (швед. Sölvesborgs kommunvapen) — символ шведської адміністративно-територіальної одиниці місцевого самоврядування комуни Сельвесборг.

## Історія
Місто Сельвесборг отримало герб королівським затвердженням 1945 року. Герб комуни зареєстровано 1974 року.
Після адміністративно-територіальної реформи, проведеної в Швеції на початку 1970-х років, муніципальні герби стали використовуватися лишень комунами. Тому тепер цей герб представляє комуну Сельвесборг, а не місто.

## Опис (блазон)
У золотому полі червоний рівносторонній хрест, між сторонами якого 4 сині вугри з червоними плавниками.

## Зміст
Сюжет герба фігурував на печатках міста з XVI ст. Ймовірно, що навколо хреста були літери «S», які пізніше замінено вуграми.